# ブーミング
株式会社 ブーミング(BooMing Corporation)は、東京都渋谷区に本社を置くITエンターテイメント企業である。
主にIT事業部と芸能事業部から成り、SI事業、イベント企画などを手がけている。

## 沿革
- 2003年11月   ブーミングの前身-制作会社発足
- 2004年3月　   全国大学生卒業祭典「卒業祭」プロデュース
- 2005年9月　   大手ラジオ局や芸能プロと協業制作開始
- 2006年10月   株式会社ブーミング誕生（株式会社化）
- 2007年1月　   大手との受託事業及びＩＴ技術局本格始動

## 事業内容
- SI事業(独立系ソフトハウス(業務請負)事業)
- ＩＴ関連事業
- HP制作、WEBデザイン制作事業
- 芸能・エンターテイメント・文化振興関連事業